# La Francheville
La Francheville är en kommun i departementet Ardennes i regionen Grand Est (tidigare regionen Champagne-Ardenne) i nordöstra Frankrike. Kommunen ligger  i kantonen Mézières-Est som ligger i arrondissementet Charleville-Mézières. År 2022 hade La Francheville 1 647 invånare.

## Befolkningsutveckling
Antalet invånare i kommunen La Francheville
Referens: INSEE